# 10676 Jamesmcdanell
A 10676 Jamesmcdanell (ideiglenes jelöléssel 1979 MD2) a Naprendszer kisbolygóövében található aszteroida. Eleanor F. Helin és Schelte J. Bus fedezte fel 1979. június 25-én.